# Wolfgang Reitherman
Wolfgang Reitherman (também creditado em alguns filmes com seu apelido Woolie) foi um diretor, animador e produtor da Disney, considerado um dos Nove Anciões.

## Biografia
Reitherman nasceu em Munique, Alemanha, em 26 de Junho de 1909, se mudando para a Califórnia ainda criança. Apaixonado por aviões, se formou na Universidade de Pasadena visando ser engenheiro de aeronaves, e chegou a trabalhar na Douglas Aircraft. Em 1931 resolveu seguir a carreira artística, e entrou para o Chouinard Art Institute, onde conheceu um instrutor que trabalhava na Walt Disney Studios.
Durante a Segunda Guerra Mundial, deixou os estúdios momentaneamente para combater na Força Aérea Americana, sendo comendado após servir na África, Índia, China e Pacífico Sul. 
Em 1933, pouco após se formar, entrou para os estúdios Disney. Trabalhou em todos os longas-metragens de Pinóquio (1937, como animador) até O Cão e a Raposa (1981, como co-produtor). Se destacou na animação de cenas de ação, como a sequência dentro da baleia em Pinóquio, a luta de dinossauros em Fantasia, o Cavaleiro sem Cabeça em As Aventuras de Ichabod e Sr. Sapo, e o príncipe lutando contra Malévola transformada em dragão em A Bela Adormecida.
Nos anos 50, estreou na direção como co-diretor de 2 curtas e do longa A Bela Adormecida. Em 1961, com 101 Dálmatas, se tornou chefe do setor de animação, e em 1963, com A Espada Era A Lei, se tornou o primeiro animador da Disney a dirigir sozinho um longa-metragem. Em 1966, Walt Disney, que estava diagnosticado com câncer de pulmão e viria a morrer no mesmo ano, pediu a Reitherman para assumir o controle de Mogli, o Menino Lobo, que ainda estava em produção, bem como do setor de animação. Em 1969, Reitherman dirigiu o curta vencedor do Óscar Ursinho Puff e o Dia de Ventania.
Os filmes de Wolfgang são notórios por reciclar animação – os lobinhos de Mogli são baseados nos cachorros de 101 Dálmatas, e Robin Hood recicla Kaa em Sir Hiss e Balu em João Pequeno. O animador Floyd Norman negou que fosse para cortar custos: "Reusar era apenas a coisa de Woolie. Nunca fez pra economizar. Não acho que a 'Velha Guarda' jamais teve interesse em salvar dinheiro. Nunca fui fã de reciclagem, mas não era minha função dizer aos velhos o que fazer. Não parecia perturbar Walt, e nunca o ouvi reclamar sobre reutilização."
Os três filhos de Reitherman atuaram como dubladores em seus filmes – Robert e Richard dublaram Arthur em A Espada era a Lei, e Bruce (que mais tarde se tornou documentarista) fez a voz de Mogli.
Em 1981, pouco após o lançamento de O Cão e a Raposa, se aposentou. Morreu em 22 de Maio de 1985, em um acidente de carro.

## Filmografia
| Ano  | Filme                                  | Diretor | Produtor | Animador | Notas          |
| ---- | -------------------------------------- | ------- | -------- | -------- | -------------- |
| 1940 | Pinocchio                              |         |          |          |                |
| 1940 | Fantasia                               |         |          |          |                |
| 1941 | The Reluctant Dragon                   |         |          |          |                |
| 1941 | Dumbo                                  |         |          |          |                |
| 1942 | Saludos Amigos                         |         |          |          |                |
| 1947 | Fun and Fancy Free                     |         |          |          |                |
| 1949 | The Adventures of Ichabod and Mr. Toad |         |          |          |                |
| 1950 | Cinderella                             |         |          |          |                |
| 1951 | Alice in Wonderland                    |         |          |          |                |
| 1953 | Peter Pan                              |         |          |          |                |
| 1955 | Lady and the Tramp                     |         |          |          |                |
| 1959 | Sleeping Beauty                        |         |          |          |                |
| 1960 | Goliath II                             |         |          |          | Curta-metragem |
| 1961 | 101 Dalmatians                         |         |          |          |                |
| 1963 | The Sword in the Stone                 |         |          |          |                |
| 1966 | Winnie the Pooh and the Honey Tree     |         |          |          | Curta-metragem |
| 1967 | The Jungle Book                        |         |          |          |                |
| 1968 | Winnie the Pooh and the Blustery Day   |         |          |          | Curta-metragem |
| 1970 | The Aristocats                         |         |          |          |                |
| 1973 | Robin Hood                             |         |          |          |                |
| 1977 | The Rescuers                           |         |          |          |                |
| 1981 | The Fox and the Hound                  |         |          |          |                |